# NGC 1595
NGC 1595 este o galaxie eliptică situată în constelația Dalta. A fost descoperită în 3 decembrie 1837 de către John Herschel. Se află la o distanță de 64 de megaparseci de Pământ.